# Michael Sheen

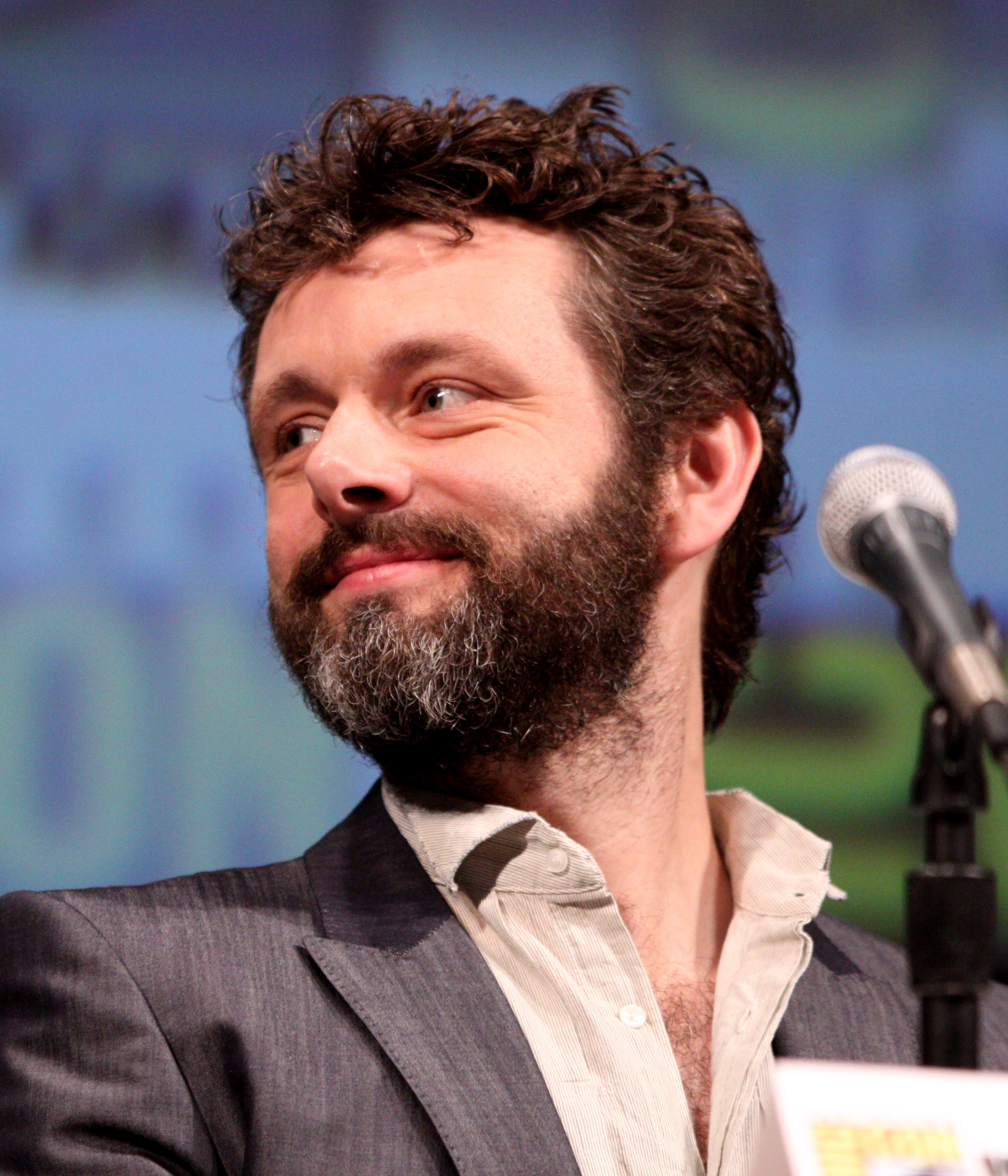
Michael Sheen

Michael Sheen, pe numele său întreg Michael Christopher Sheen (n. 5 februarie 1969), este un actor din Țara Galilor.  Printre cele mai importante roluri ale sale se numără Tony Blair în The Queen (2006) și The Special Relationship (2010), David Frost în Frost/Nixon (2008), și Lucian în seria Underworld (2003). A fost nominalizat la premii importante precum BAFTA și Globul de Aur. Sheen este, de asemenea, cunoscut pentru rolul său în Good Omens (2019) și pentru aparițiile din The Twilight Saga (2009–2012). De-a lungul carierei, a primit recunoaștere pentru versatilitatea și profunzimea rolurilor sale. 

## Cariera în film
În 1997, Sheen a apărut în filmul Wilde, unde l-a interpretat pe Robbie Ross, un prieten apropiat al scriitorului Oscar Wilde. În 2003, a dat viață liderului Lycanilor, Lucian, în filmul  Underworld, revenind în acest rol în Underworld: Evolution (2006) și Underworld: Rise of the Lycans (2009).  
Un alt rol notabil a fost cel al actorului de comedie Kenneth Williams în filmul de televiziune Fantabulosa! (2006), pentru care a primit premiul Royal Television Society pentru cel mai bun actor și o nominalizare la premiile BAFTA la categoria Cel mai bun actor de televiziune. 
Sheen l-a portretizat pe fostul prim-ministru britanic Tony Blair în trei producții: The Deal (2003), The Queen (2006) și The Special Relationship (2010). Pentru rolul său din The Queen, a fost nominalizat la premiul BAFTA pentru cel mai bun actor în rol secundar.  
În 2008, a interpretat jurnalistul britanic David Frost în Frost/Nixon, o dramatizare a interviurilor dintre Frost și fostul președinte american Richard Nixon. Această performanță i-a adus premiul Evening Standard British Film pentru cel mai bun actor și o nominalizare la premiile London Film Critics Circle pentru actorul britanic al anului. În The Damned United (2009), Sheen l-a portretizat pe antrenorul de fotbal Brian Clough, oferind o interpretare care a fost lăudată pentru profunzimea și autenticitatea sa. De asemenea, a avut un rol secundar în Laws of Attraction (2004), alături de Pierce Brosnan și Julianne Moore. 
În 2010, a apărut în filmul science-fiction Tron: Legacy, interpretându-l pe Castor, proprietarul unui club de pe Grid. Sheen a avut un rol secundar în seria The Twilight Saga, în care l-a jucat pe Aro, liderul clanului Volturi, apărând în New Moon (2009), Breaking Dawn – Part 1 (2011) și Breaking Dawn – Part 2 (2012). 
În Midnight in Paris (2011), regizat de Woody Allen, Sheen a interpretat un personaj secundar, un intelectual pedant. În 2016, a jucat în filmul Passengers, alături de Jennifer Lawrence și Chris Pratt, unde a interpretat rolul androidului Arthur, barmanul navei spațiale Avalon. 
De-a lungul carierei sale, Michael Sheen a primit numeroase premii și nominalizări pentru performanțele sale cinematografice și de televiziune. A fost nominalizat la premiul Emmy pentru rolul său în The Special Relationship (2010) și la Globul de Aur pentru rolul principal din serialul Masters of Sex (2013–2016).  De asemenea, a câștigat premiul Los Angeles Film Critics Association pentru cel mai bun actor în rol secundar pentru interpretarea sa în The Queen (2006).  2009, a fost desemnat Actorul Anului de către revista GQ și a primit premiul Variety la British Independent Film Awards. 

## Cariera în televiziune
Michael Sheen a jucat rolul principal în serialul Masters of Sex (2013–2016), interpretându-l pe Dr. William Masters, un pionier în cercetările despre sexualitate umană. Interpretarea sa a fost apreciată de critici și i-a adus o nominalizare la Globul de Aur pentru cel mai bun actor într-un serial dramatic în 2014. 
În televiziune, Sheen a avut apariții notabile în seriale precum The Good Fight (2019), unde a jucat rolul avocatului Roland Blum în șapte episoade. De asemenea, a obținut succes cu rolul îngerului Aziraphale în serialul Good Omens (2019), bazat pe romanul scris de Neil Gaiman și Terry Pratchett.
A mai apărut si în serialul Staged (2020–2023), alături de David Tennant, unde cei doi actori s-au interpretat pe ei înșiși în timpul pandemiei de COVID-19, explorând provocările repetițiilor la distanță. În 2020, a interpretat rolul prezentatorului de televiziune Chris Tarrant în miniseria Quiz, care a dramatizat scandalul "Who Wants to Be a Millionaire?". A mai jucat în serialul Prodigal Son (2019), în care l-a interpretat pe Dr. Martin Whitly, un criminal în serie cunoscut sub numele de "The Surgeon".
În 2023, Sheen a reluat rolul îngerului Aziraphale în al doilea sezon al serialului Good Omens, continuând colaborarea sa de succes cu David Tennant. În 2023, Michael Sheen a jucat în miniseria Best Interests, interpretând rolul unui tată care se confruntă cu dileme morale legate de îngrijirea medicală a fiicei sale. Performanța sa a fost apreciată pentru profunzimea emoțională. 
În 2024, Sheen a regizat și jucat în seria de televiziune The Way, difuzată pe BBC One și BBC iPlayer. În același an, a fost distribuit în A Very Royal Scandal, unde l-a interpretat pe  Prințul Andrew în contextul interviului acordat de acesta pentru BBC Newsnight în 2019. 

## Cariera în teatru
Michael Sheen și-a început cariera în teatru în anii 1990, consolidându-și rapid reputația ca unul dintre cei mai talentați actori ai generației sale. Debutul său profesional a avut loc în 1991, în piesa When She Danced la Globe Theatre din Londra, unde l-a interpretat pe Alexandros Eliopolos. În același an, a participat la un atelier pentru Neon Gravy la Royal National Theatre.
În 1992, Sheen a interpretat rolul lui Romeo în Romeo și Julieta la Royal Exchange din Manchester, primind o nominalizare la Premiul M.E.N. Theatre pentru cel mai bun actor. Tot în acel an, a apărut în A View from the Bridge, unde a interpretat rolul unui hamal. În 1993, Sheen a fost nominalizat la Premiul Ian Charleson pentru interpretarea lui Perdican în Don't Fool With Love la Donmar Warehouse. În același an, a apărut în Moonlight la Almeida Theatre, interpretând rolul lui Fred. 
Un moment important în cariera sa teatrală a fost interpretarea rolului lui Peer Gynt în piesa omonimă din 1994, o producție prezentată la Barbican Theatre din Londra, precum și în Oslo și Tokyo. În 1995, Sheen a jucat rolul lui Jimmy Porter în Look Back in Anger la Royal Exchange și pe Konstantin în The Seagull, care a făcut turnee în mai multe locații. În 1996, l-a interpretat pe Daniel în The Ends of the Earth la Royal National Theatre, iar în 1997, a jucat rolul lui Lenny în The Homecoming la Young Vic. În același an, a fost distribuit în rolul principal din Henry V la Royal Shakespeare Theatre din Stratford-upon-Avon, pentru care a fost nominalizat la Premiul Ian Charleson. 
În perioada 1998–1999, Sheen a interpretat rolul lui Mozart în Amadeus, o producție care a fost prezentată la Old Vic din Londra, Ahmanson Theatre din Los Angeles și pe Broadway la Music Box Theatre. Interpretarea sa a fost apreciată de critici și i-a adus nominalizări la Premiile Laurence Olivier și Outer Critics Circle. În 1999, a revenit în rolul lui Jimmy Porter în Look Back in Anger la Royal National Theatre, primind din nou nominalizări la Premiile Laurence Olivier și Evening Standard. 
În 2003, Sheen a interpretat rolul lui Caligula în piesa Caligula la Donmar Warehouse, o interpretare care i-a adus Premiul Evening Standard pentru cel mai bun actor și Premiul Critics' Circle Theatre pentru cel mai bun actor, precum și o nominalizare la Premiul Laurence Olivier. În 2005, a apărut în The UN Inspector la Royal National Theatre. Între 2006 și 2007, Sheen l-a interpretat pe David Frost în Frost/Nixon, o producție prezentată la Donmar Warehouse și apoi la Gielgud Theatre din Londra, urmată de o reprezentație pe Broadway la Bernard B. Jacobs Theatre. Pentru acest rol, a fost nominalizat la Premiul Drama League și la Premiul Laurence Olivier pentru cel mai bun actor. 
În 2011, Sheen a regizat și a jucat în The Passion, o producție în aer liber a National Theatre Wales în Port Talbot. Producția a fost apreciată pentru amploarea sa și pentru implicarea comunității locale. Tot în 2011, a jucat rolul principal în Hamlet la Young Vic din Londra. 
În 2020, Sheen a apărut în Faith Healer la Old Vic, într-o reprezentație transmisă în direct din cauza restricțiilor impuse de pandemie. În 2021, a jucat în Under Milk Wood la Royal National Theatre, iar în 2022 a interpretat rolul lui Salieri în Amadeus la Sydney Opera House, pentru care a câștigat Premiul BroadwayWorld Australia – Sydney pentru cel mai bun actor într-o piesă.
În 2024, Sheen a jucat rolul lui Aneurin Bevan în Nye, o piesă scrisă de Tim Price și regizată de Rufus Norris, prezentată la Royal National Theatre și la Wales Millennium Centre. Pentru acest rol, a fost nominalizat la Premiul WhatsOnStage pentru cel mai bun actor. În același an, a participat la White Rabbit Red Rabbit la Soho Place din Londra. 
În 2025, Sheen urmează să reia rolul lui Aneurin Bevan în Nye în cadrul unui nou turneu. În ianuarie 2025, a anunțat și lansarea unui nou teatru național pentru Țara Galilor, numit Welsh National Theatre, unde va ocupa funcția de director artistic. Această inițiativă vine în urma închiderii National Theatre Wales și are scopul de a promova producții care reflectă cultura și istoria galeză

## Viața personală
Michael Sheen s-a născut pe 5 februarie 1969 în  Newport, Monmouthshire, Țara Galilor, într-o familie modestă. Tatăl său, Meyrick, era manager la British Steel Corporation, iar mama sa, Irene, secretară. Are o sora mai mica pe nume Joanne.Familia s-a mutat frecvent în copilărie, stabilindu-se în final în Port Talbot, un oraș din sudul Țării Galilor, care avea să aibă o influență semnificativă asupra formării sale.  
Sheen a crescut într-un mediu în care teatrul și muzica erau prezente, părinții săi fiind implicați în activități amatoricești. Această atmosferă a jucat un rol important în dezvoltarea pasiunii sale pentru actorie. De asemenea, tatăl său a avut o carieră neobișnuită ca imitator al actorului Jack Nicholson], ceea ce i-a oferit o viziune unică asupra profesiei de actor.  
În copilărie, Sheen a fost atras de fotbal și chiar a primit o ofertă de la echipa de tineret a Arsenal-ului la vârsta de 12 ani. Totuși, familia sa a refuzat oferta de a se muta la Londra, iar Sheen a spus ulterior că decizia lor a fost benefică, având în vedere dificultățile unei cariere profesionale în fotbal. Această alegere i-a permis să se concentreze pe teatrul local și pe dezvoltarea talentului său artistic.
Sheen a urmat școala primară în localitatea natală și apoi a studiat la Glan Afan Comprehensive School și Neath Port Talbot College, unde a obținut A-levels în limba engleză, dramă și sociologie. Deși inițial a fost tentat să urmeze studii în limba engleză, s-a decis în cele din urmă să se dedice teatrului. În 1988, s-a mutat la Londra pentru a studia la prestigioasa Royal Academy of Dramatic Art (RADA), susținându-se financiar lucrând într-un fast-food galez. La RADA, Sheen a câștigat bursa Laurence Olivier și a absolvit în 1991, fiind pregătit pentru o carieră de succes pe scenele britanice și internaționale.  
În 1995, în timpul repetițiilor pentru piesa "The Seagull" de Cehov la Teatrul Regal, Sheen a cunoscut-o pe actrița Kate Beckinsale. Relația lor a durat nouă ani, timp în care, în 1999, s-a născut fiica lor, Lily Mo Sheen.  
Michael Sheen s-a mutat în Statele Unite în anii 2000 pentru a-și continua cariera, stabilindu-se în Los Angeles. Această decizie a fost influențată de proiectele de film și televiziune în care era implicat, dar și de dorința de a fi aproape de fiica sa.
În 2009, Michael Sheen a fost decorat cu Ordinul Imperiului Britanic (OBE) pentru contribuțiile sale în domeniul artei dramatice. Această distincție i-a fost acordată de Regina Elisabeta a II-a, recunoscându-i cariera impresionantă în teatru, film și televiziune.  
După despărțirea de Beckinsale, Sheen a rămas în America timp de mai mulți ani, având relații cu actrița Rachel McAdams și comediana Sarah Silverman. Relația cu Silverman a fost de lungă durată, dar în 2018 cei doi s-au despărțit, principalul motiv fiind distanța. Sheen începuse să petreacă tot mai mult timp în Marea Britanie din cauza implicării sale în cauze sociale.
În 2017, Sheen a decis să returneze onorificul (OBE), explicând că a fost o alegere personală bazată pe convingerile sale privind istoria și politica Regatului Unit, în special relația acestuia cu Țara Galilor. Într-un interviu, el a menționat că, în timp ce se documenta pentru un discurs despre istoria galeză, și-a dat seama de implicațiile sistemului de onoruri britanic și a considerat că nu ar fi corect să păstreze titlul.
Sheen a subliniat că această decizie nu a fost un gest ostil față de monarhie sau față de cei care primesc astfel de distincții, ci mai degrabă un act de consecvență personală. De atunci, și-a intensificat implicarea în proiecte sociale și caritabile, concentrându-se pe sprijinirea comunităților din Țara Galilor și din Regatul Unit. 
În jurul anului 2019, Michael Sheen a decis să se întoarcă definitiv în Țara Galilor. Motivele au fost atât personale, cât și profesionale – el dorea să fie mai aproape de familia sa și să se implice activ în proiecte caritabile și comunitare. Întoarcerea sa în Țara Galilor a fost, de asemenea, marcată de implicarea în diverse inițiative politice și sociale, inclusiv sprijinul pentru proiecte de educație și combaterea sărăciei. 
In același an, Sheen a început o relație cu actrița suedeză Anna Lundberg, cu care are două fiice: Lyra, născută în septembrie 2019, și o a doua fiică, născută în 2022.  
În 2024, Sheen a participat la proiectul „The Assembly”, o inițiativă prin care a fost intervievat de un grup de persoane neurodivergente. Proiectul, difuzat de BBC, a fost apreciat pentru că a oferit o platformă de exprimare pentru comunități adesea marginalizate.

## Activități caritabile și implicare socială
Michael Sheen este cunoscut pentru implicarea sa activă în cauze sociale, investind resurse personale pentru a sprijini comunități defavorizate și organizații caritabile. De-a lungul anilor, a susținut multiple inițiative în domeniul educației, sănătății, combaterii sărăciei și protecției mediului.
În 2014, a participat la campania „Paddington Trail”, creând o statuie a  Ursulețului Paddington cu tematică  shakespeariană, care a fost vândută la licitație pentru a strânge fonduri pentru organizația caritabilă NSPCC. 
Sheen este ambasador și patron al mai multor organizații din domeniul sănătății și asistenței sociale, printre care TREAT Trust Wales, care sprijină pacienții aflați în recuperare, și Adferiad Recovery, o organizație dedicată persoanelor cu probleme de sănătate mintală și dependențe.
Michael Sheen a participat de mai multe ori la evenimentul Soccer Aid, organizat pentru a strânge fonduri pentru UNICEF. [*] În 2010, a fost căpitanul echipei câștigătoare a competiției. De asemenea, în 2018, a sponsorizat o echipă de fotbal feminin din Țara Galilor, promovând egalitatea de gen în sport. 
În 2019, Sheen a acoperit costurile organizării Cupei Mondiale a Persoanelor Fără Adăpost, care urma să aibă loc în Cardiff, după ce finanțarea evenimentului a fost retrasă. Pentru a susține această inițiativă, el a vândut mai multe proprietăți, subliniind importanța sprijinirii persoanelor fără adăpost și promovarea incluziunii sociale.
În 2021, Michael Sheen a anunțat că va adopta un model de carieră „non-profit”, direcționându-și câștigurile viitoare către cauze sociale. Decizia sa a fost motivată de dorința de a contribui în mod activ la reducerea inegalităților și la sprijinirea comunităților vulnerabile.  
Tot in 2021, a lansat fondul Mab Gwalia, destinat sprijinirii organizațiilor comunitare din Țara Galilor. Printre beneficiarii acestui fond se numără Mothers Matter, care oferă suport femeilor în perioada postnatală, și Street Football Wales, un proiect care utilizează sportul pentru a reintegra persoanele vulnerabile în societate. Tot prin acest fond, Sheen a finanțat burse pentru studenți galezi la actorie, în parteneriat cu trupa Manic Street Preachers.
A co-fondat programul „A Writing Chance”, care oferă sprijin și oportunități pentru scriitori din medii defavorizate. Proiectul a fost prezentat în podcastul său, „Michael Sheen: Margins to Mainstream”, difuzat la BBC Radio Wales. În 2020, a inițiat o strângere de fonduri prin care a colectat peste 33.000 de lire sterline pentru victimele inundațiilor cauzate de furtuna Dennis în Țara Galilor.
În 2025, actorul a donat 100.000 de lire sterline pentru a achiziționa și anula datorii în valoare de 1 milion de lire sterline, ajutând aproximativ 900 de persoane din sudul Țării Galilor. Acest gest a fost documentat de Channel 4 în emisiunea „Michael Sheen’s Secret Million Pound Giveaway”. 